# Gente decente
Gente decente es una película chilena de 2004. Fue el segundo largometraje del director Edgardo Viereck, protagonizada por Luciano Cruz-Coke, Viviana Rodríguez y Katyna Huberman.

## Sinopsis
Andrés (Luciano Cruz-Coke), un joven abogado, se encuentra de novio con Rosario (Katyna Huberman). En vísperas de su matrimonio, Andrés engaña a su novia con Gloria (Viviana Rodríguez), una hermosa prostituta que muere a los pocos días, resultando ser él mismo el principal sospechoso.

## Reparto
- Luciano Cruz-Coke como Andrés.
- Viviana Rodríguez como Gloria.
- Katyna Huberman como Rosario.
- Francisco Melo como Roberto.
- Alejandro Trejo como Ernesto.
- Ramón Llao como Ramón.
- Francisca Reiss como Carolina.
- Adriano Castillo
- Maite Pascal
- Francisco López
- Paulo Meza
- Andrés Gómez
- David Olguiser
- Sebastián Layseca
- Karla Matta
- Emilio García
- José Martin
- Matías Elton
- Alejandra Moya
- Gabriel Muñoz
- Ximena Gutiérrez
- Pedro Ayala
- Jeannine Charney
- Daniela Burmann
- Dominique Levy